# Belén (Paraguay)
Belén es una ciudad de Paraguay, en el Departamento de Concepción, ubicada a 21 km de la capital departamental, es el punto exacto por donde pasa el Trópico de Capricornio por el territorio paraguayo.

## Toponimia
Fundada por el padre jesuita Francisco José Sánchez Labrador y Hernández, con el nombre de Nuestra Señora de Belén de los Mbayá, reducción jesuita, la última fundada. Los Mbayá eran un pueblo cazador-recolector que poblaba la región, se denominaban a sí mismos como "eyiguayegui". Los llamaron también Mbayá-Guaycurú.

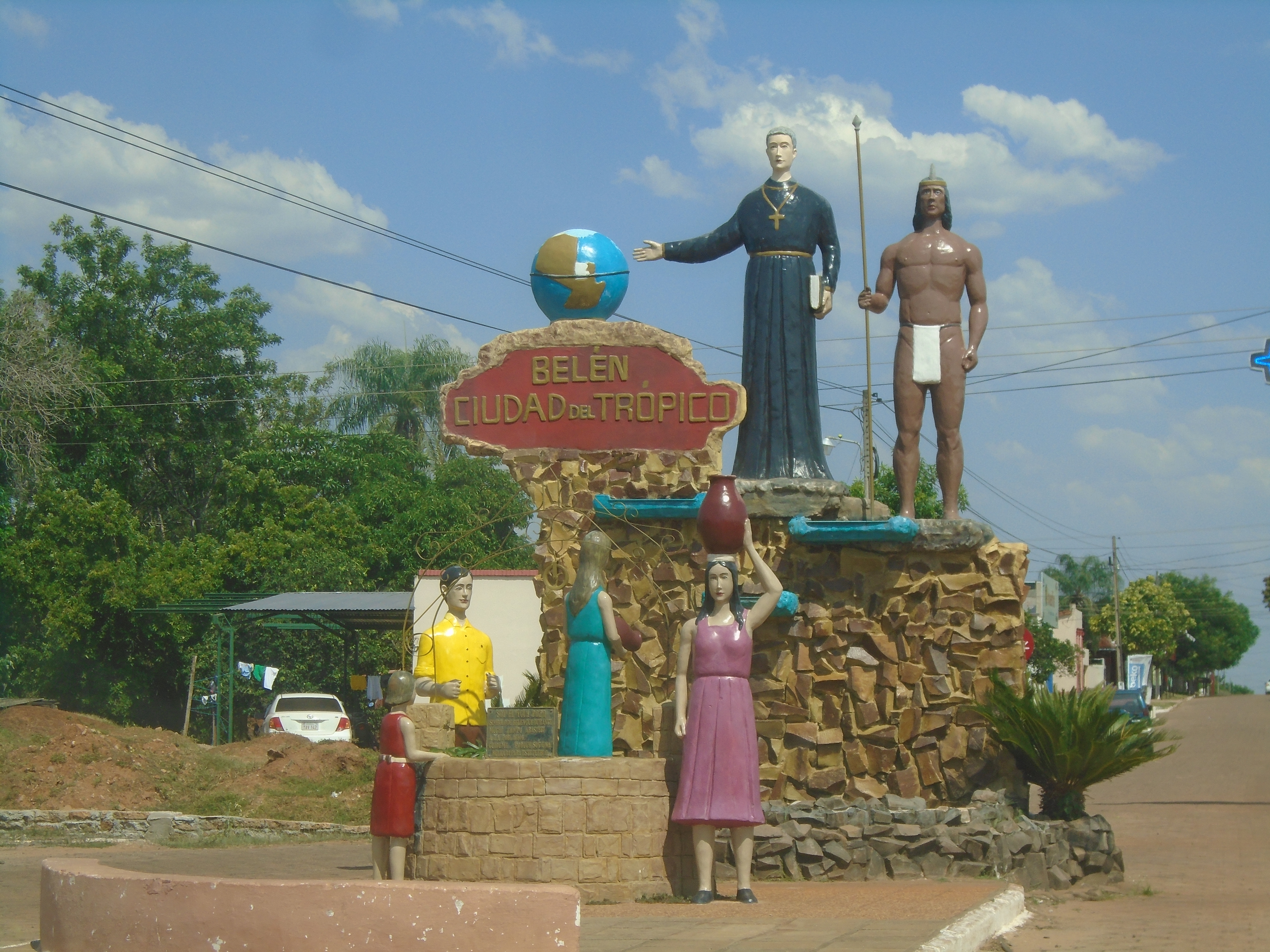
Zona urbana de Belén (departamento de Concepción).

## Historia
Fundada el 23 de agosto de 1760 por el padre jesuita Francisco José Sánchez Labrador y Hernández, durante el gobierno del Jaime Sanjust, como Nuestra Señora de Belén de los Mbayá.
De esta reducción partieron las expediciones para fundar las ciudades más importantes de la región y de todo el país.

En sus primeros años, la ciudad se vio afectada por varios problemas, como una epidemia de viruela, expulsión de los sacerdotes jesuitas del país y riñas entre indígenas reducidos.

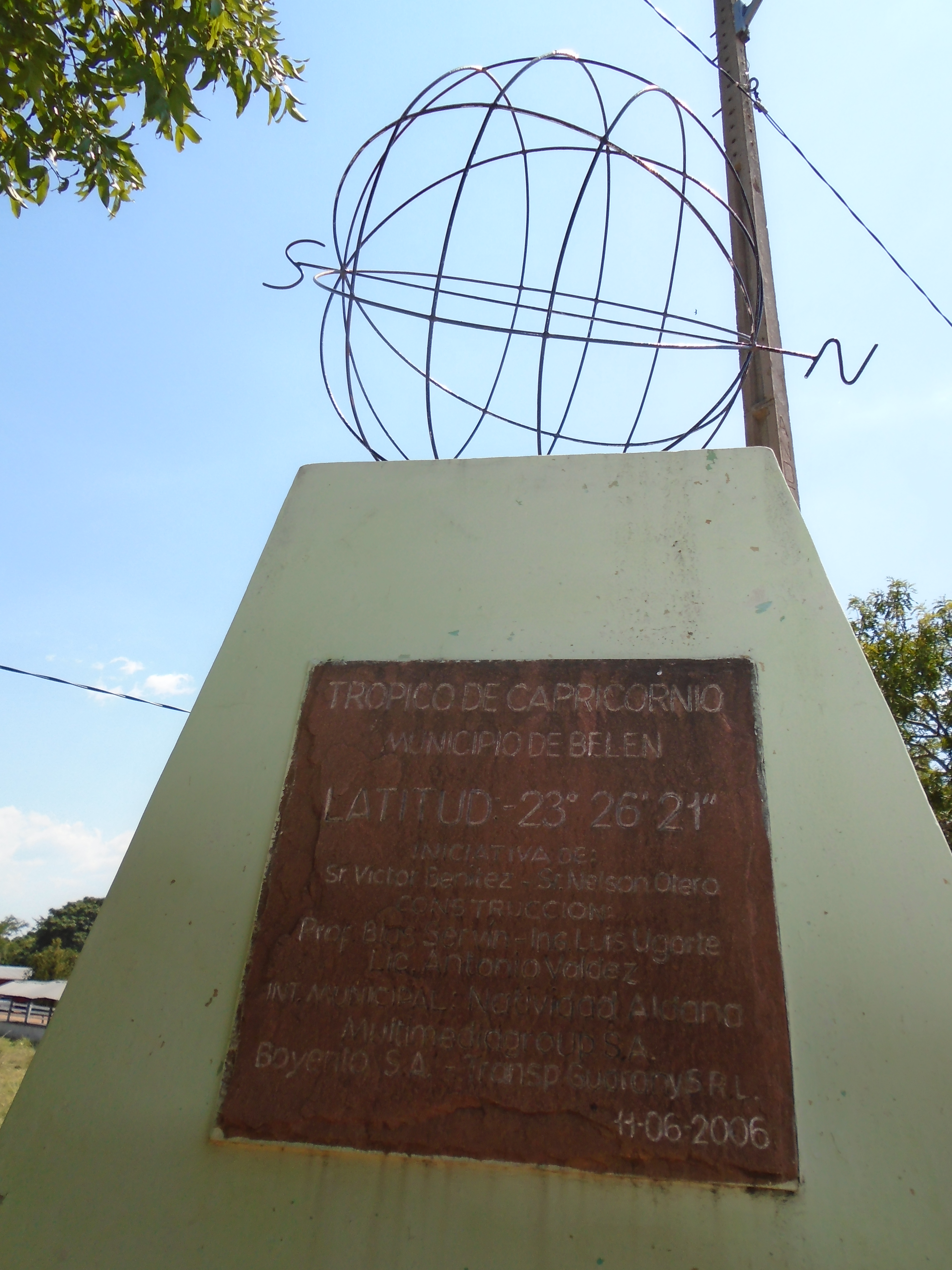
Monolito por el sitio exacto por donde pasa el Trópico de Capricornio.

## Geografía
Belén dista de Asunción por la Ruta III “Dr. Elizardo Aquino” 449 km y 437 km por la Ruta IX “Don Carlos Antonio López”.
Se encuentra sobre el margen derecho del río Ypané, por la ciudad de Belén pasa el Trópico de Capricornio.
La zona se encuentra regada por numerosos manantiales, los cuales sirven para refrescar a los veraneantes que lleguen hasta Belén.

### Clima
La temperatura máxima alcanza los 45 °C, en verano, mientras que la mínima en invierno es de -2 °C. La media es de 24 °C.
Las épocas de lluvia copiosa son de noviembre a enero, en cambio los meses más secos son de junio a septiembre. Los vientos son del norte, este y sureste, principalmente.

## Demografía
Belén tiene un total de aproximadamente 10 605 habitantes según datos oficiales del censo paraguayo de 2022.

## Economía
Los pobladores de Belén se dedican al cultivo de frutas y producción y procesamiento de yerba mate.
Es importante también la presencia de industrias y explotación forestal en la región.

## Transporte
Se accede a la ciudad por las Rutas PY03 “Elizardo Aquino” y PY05 “General Bernardino Caballero”. Desde la ciudad de Belén, después del Puente sobre el Río Ypané, hay un camino que llega a la localidad de Puerto Ybapobó, en San Pedro, que en épocas anteriores tuvo un puerto importante.

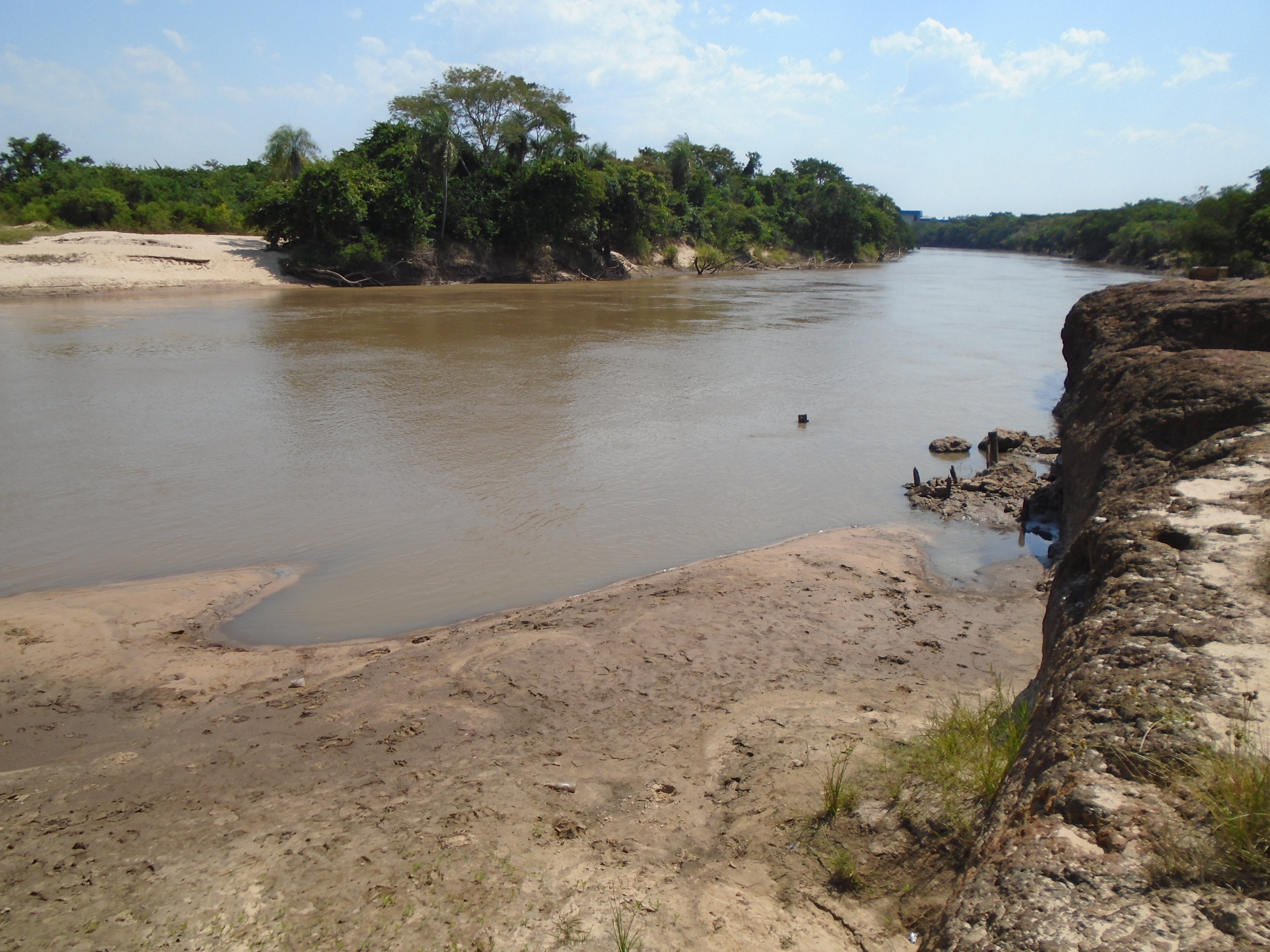
Balneario sobre el río Ypané (Belén).

## Turismo
En la ciudad existen casonas con rasgos coloniales de importante valor histórico, que si bien son sencillas reviven el rico pasado histórico de la ciudad. Puede verse la importante influencia cultural y arquitectónica de la colonia en toda la ciudad.
A orillas de los Ríos Ypané, Pororó y Paso Pedroso existen concurridos balnearios de blancas arenas y hermosa vegetación. Varios manantiales riegan la ciudad.
Las ruinas de Purutue Ka´i Cué se encuentran en la zona, son restos de un establecimiento brasileño.
En Belén se realiza turismo ecológico y turismo de estancia.